# Baykal Kent
Baykal Kent (* 1. Januar  1943 in Istanbul; † 6. Februar 2012 in Bursa) war ein türkischer Schauspieler.
Kent spielte vor allem komische Rollen. Seine Karriere begann im Alter von 16 Jahren in Yeşilçam-Filmen als Statist und in Kleinstrollen. Ab 1969 war er auch im Theater tätig; fünf Jahre später kam der Durchbruch als Komödiendarsteller beim Film. Dabei arbeitete er oft und über 25 Jahre lang mit Ferhan Şensoy zusammen, dessen Istanbuler Ensemble „Ortaoyuncular“ er angehörte. Mit Ende der 1980er Jahre konzentrierte Kent sich auf zahlreiche Comedy-Shows in türkischen Privatsendern.
Seit 2008 lebte er in Bursa, wo er Theaterkurse gab.